# Tommy Dysart
Tommy Dysart, född 24 december 1935 i Glasgow, Skottland, död 7 juni 2022 i Melbourne, Australien, var en australisk skådespelare av skotsk börd. Han är känd i rollen som den ondskefulle och sadistiske vakten Jock Stewart i Kvinnofängelset. Han har även medverkat i bland annat Grannar och Doktorn kan komma.